# Wild tales
Wild tales is het tweede soloalbum van de Engelse singer-songwriter Graham Nash. Nash verzorgde zelf de muzikale productie, met Don Gooch en Stanley Johnston als geluidstechnici van dienst. Onder anderen David Crosby en Neil Young (onder het pseudoniem 'Joe Yankee'), die met Stephen Stills en Nash de supergroep Crosby, Stills, Nash & Young (CSNY) vormen, spelen op dit album mee. Nadat Atlantic Records het album in december 1973 uitgaf, begon dit viertal aan een concerttournee.
Wild tales stelde in commercieel opzicht teleur. In februari 1974 bereikte Nash er de vierendertigste plaats in de Amerikaanse hitlijst mee. De slechte verkoopcijfers werden door Nash zelf geweten aan het gebrek aan promotie door Atlantic Records. Platenbaas Ahmet Ertegün reageerde daarop met de verklaring dat de plaat simpelweg niet bij het publiek aansloeg. Allmusic-schrijver Lindsay Planer noemde in haar recensie van Wild tales het overschaduwende succes van CSNY als oorzaak.

## Tracklist
Alle liedjes werden geschreven door Nash.

### Kant A
1. "Wild tales" – 2:18
2. "Hey you (Looking at the moon)" – 2:14
3. "Prison song" – 3:10
4. "You'll never be the same" – 2:48
5. "And so it goes" – 4:48

### Kant B
1. "Grave concern" – 2:45
2. "Oh! Camil (The winter soldier)" – 2:51
3. "I miss you" – 3:04
4. "On the line" – 2:35
5. "Another sleep song" – 4:43

## Musici
"Wild tales"
- Tim Drummond - basgitaar
- Johnny Barbata - drums
- Graham Nash - elektrische gitaar, zang
- David Lindley - slidegitaar

"Hey you (Looking at the moon)"
- Tim Drummond - basgitaar
- Johnny Barbata - drums
- Joel Bernstein - akoestische gitaar
- Graham Nash - zang, elektrische (slag)gitaar
- Ben Keith - steelgitaar

"Prison song"
- Tim Drummond - basgitaar
- Johnny Barbata - drums
- Graham Nash - mondharmonica, zang, elektrische piano
- David Crosby - zang
- David Lindley - mandoline

"You'll never be the same"
- Tim Drummond - basgitaar
- Johnny Barbata - drums
- Graham Nash - akoestische gitaar, zang
- Ben Keith - steelgitaar

"And so it goes"
- Tim Drummond - basgitaar
- Johnny Barbata - drums
- Ben Keith - steelgitaar
- David Crosby - zang
- Graham Nash - zang
- Joe Yankee - akoestische piano
- Harry Halex - elektrische piano

"Grave concern"
- Tim Drummond - basgitaar
- Johnny Barbata - drums
- Graham Nash - elektrische (slag)gitaar, zang
- David Lindley - slidegitaar

"Oh! Camil (The winter soldier)"
- Tim Drummond - basgitaar
- Graham Nash - akoestische gitaar, zang
- Dave Mason - 12-snarige gitaar

"I miss you"
- Tim Drummond - basgitaar
- Graham Nash - piano, zang

"On the line"
- Tim Drummond - basgitaar
- Johnny Barbata - drums
- Ben Keith - steelgitaar
- Graham Nash - mondharmonica, zang, piano
- David Crosby - zang

"Another sleep song"
- Tim Drummond - basgitaar
- Johnny Barbata - drums
- Joel Bernstein - akoestische gitaar
- Graham Nash - elektrische piano, zang
- Joni Mitchell - achtergrondzang
- Ben Keith - dobro-gitaar